# Agnimitra

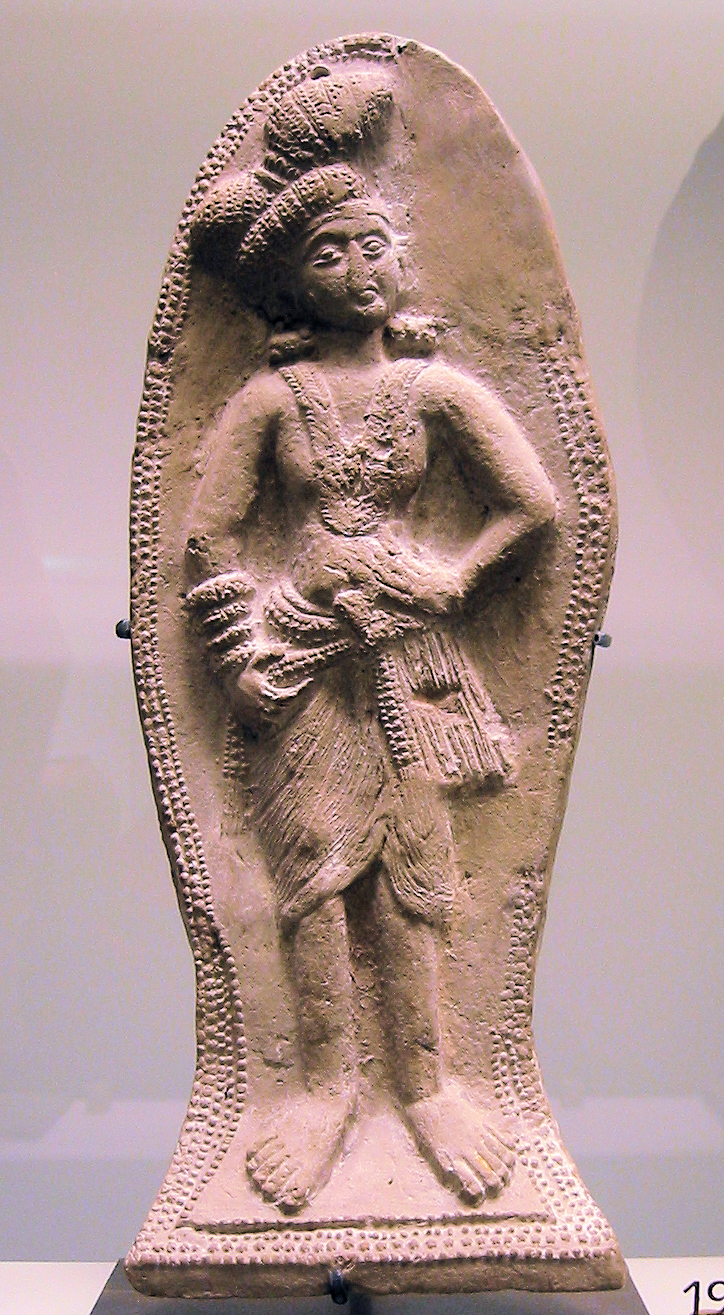
Fotografía de la figura masculina de Sunga del Museo Guimet, Francia.

Agnimitra (en sánscrito: अग्निमित्रः: अग्निमित्रः) (r. 149 – 141 a. C.) fue el segundo rey de la dinastía Sunga del norte de la India. Sucedió a su padre, Púsiamitra Shunga, en 149 a. C.. El Vaiú-purana y el Brahmanda-purana han asignado 8 años como la longitud de su reinado.

## Ascendencia y primeros años
Según Kalidasa en el Mālavikāgnimitram (Acto IV, Verso 14), Agnimitra perteneció a la familia Baimbika (Baimbika-kula), mientras el Purana le menciona como Shunga. El Mālavikāgnimitra, (Acto V, Verso 20) nos informa que fue Goptri (virrey) en Vidisha durante el reinado de su padre.
El Mālavikāgnimitra nos da los nombres de tres de sus reinas: Dharini (la madre del cuarto rey Sunga, Vasumitra), Iravati, y Malavika (una princesa de Vidarbha).

## Guerra con Vidarbha
Según el Mālavikāgnimitra (Acto I, Verso 6-8 y Acto V, Verso 13-14), una guerra estalló entre los Sunga y su reino vecino, Vidarbha durante el reinado de Agnimitra . Antes de la aparición de los Sunga, Vidarbha se había convertido en independiente del Imperio Maurya cuando un anterior sachiva (ministro) maurya puso a su cuñado Yajnasena en el trono. Madhavasena, un primo de Yajnasena buscó la ayuda de Agnimitra para derrocar a su primo, pero fue capturado mientras cruzaba la frontera de Vidarbha y encarcelado.
Agnimitra reclamó la liberación de Madhavasena, y a cambio Yajnasena reclamó la liberación del anterior ministro maurya, que había sido capturado antes por Agnimitra. En cambio, Agnimitra envió su ejército para invadir Vidarbha. Yajnasena fue vencido y forzado a dividir Vidarbha con Madhavasena, y ambos primos reconocieron la soberanía de los gobernantes Sunga.

## Sucesión
El reinado de Agnimitra acabó en 141 a. C. y fue sucedido, bien por su hijo Vasujyeshtha (según el Matsya Purana) o por Sujyeshtha (según el Vayu, Brahamānda, Vishnu, y Bhagavata Puranas).